# Eucharisztia

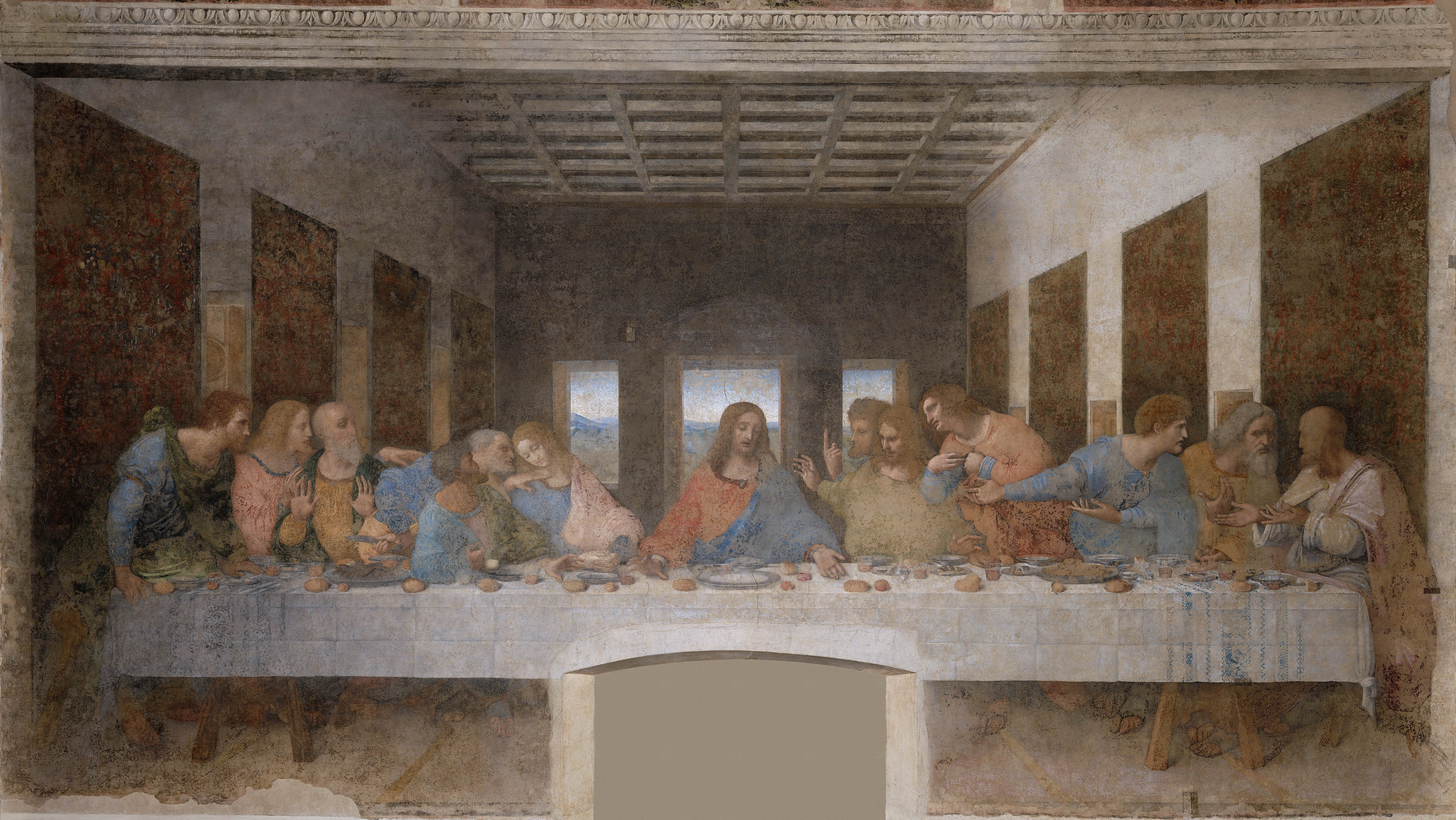
Leonardo da Vinci: Az utolsó vacsora

Az eucharisztia, eukharisztia, eukarisztia (avagy úrvacsora ill. oltáriszentség) görög eredetű szó (az eu ’jó’ és a kharisz ’kegyelem, kegyelmi adomány’ szavakból), keresztény szertartás, amelyen Jézusnak a kenyérről és borról az utolsó vacsorán mondott szavait és ottani cselekedeteit ismétlik meg liturgikus módon. Az eucharisztiát vagy úrvacsorát minden keresztény felekezet, a maga teológiai nézeteinek megfelelően, szentségnek tekinti.
Aki eszi az én testemet és issza az én véremet, bennem marad, és én őbenne.
Az eucharisztia szónak több jelentése is van: egyrészt a kenyérrel és a borral végzett liturgikus cselekmény, ebből adódóan pedig – pars pro toto alapon – a katolikus és ortodox szóhasználatban az egész szentmise, illetve liturgia. Ebben az értelemben használva kis kezdőbetűvel írjuk. A hazai (és nemzetközi) protestantizmus (ideértve mind a református és evangélikus egyházat, mind az egyéb protestáns és neoprotestáns felekezeteket) az eucharisztikus szertartásra az úrvacsora megnevezést használja. Másrészt az Eucharisztia – katolikus, ortodox és evangélikus hitvallás szerint – a kenyér és a bor színe alatt valóságosan jelen lévő Jézus Krisztust is jelenti. Ebben az értelemben – mivel személyre utal – bevett szokás a nagy kezdőbetű használata, s ilyen értelemben szinonimája az Oltáriszentség.
Az áldozóostya "tiszta kenyér", egy adag tészta gyártása általában 40 l vízből és 25 kg búzalisztből történik. (Gluténérzékenység esetén kevesebb lisztet tartalmaz, vagy lehet akár borral is áldozni, ha a szervezet nem képes befogadni a glutént.)
„Hoc est enim corpus meum, hic est enim calix sanguinis mei…”

## Nyelvi vonatkozások
A görög ευχαριστία szó eredetileg hálaadást jelent. A jelentésfejlődés útja elég jól rekonstruálható az Újszövetségből: általános ’hálaadás’, ’szóbeli köszönetmondás’ jelentéséből kiindulva (Ef 5,4; Fil 4,6) előbb a hálaima, többek között a zsidó vallásban szokásos étkezés előtti hálaadó imádság (áldás) terminusa lett (1Kor 14,16; Jel 7,12), majd az úrvacsorai kehely és a kenyér megáldásakor mondott hálaadó imát (ποτήριον της ευχαριστίας, szó szerint: ’a hálaadás pohara/kelyhe’) jelölő szókapcsolatból jelentéstapadással nyerte végső „úrvacsora” jelentését immáron az egész aktus terminusaként. Az egyházi latinba eucharistia formában került át. A görög χ hagyományos (azaz latinos) átírásának megfelelően a legtöbb magyar nyelvű teológiai és liturgikus szövegben az eucharisztia forma szerepel (részben magyarítva). A görögös formát előnyben részesítők manapság az ún. „népszerűsítő” átírás szerinti eukharisztia formát használják. Az utóbbi időben pedig mind elterjedtebb a magyaros ejtést rögzítő eukarisztia íráskép.

## Az eucharisztia a Bibliában

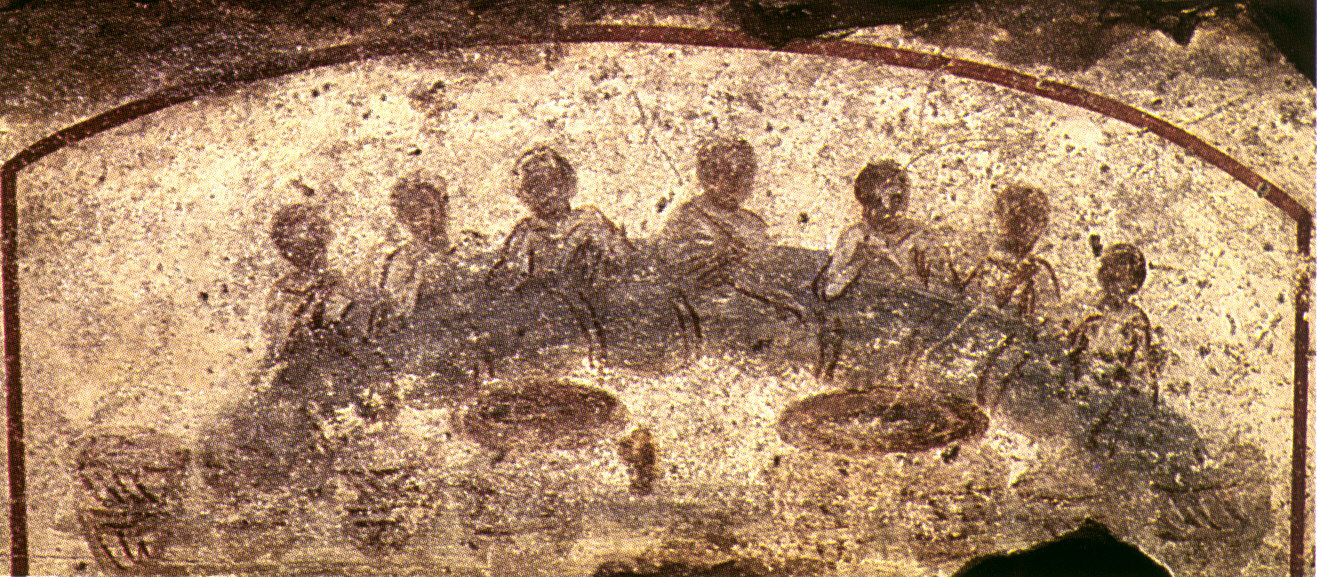
Ókeresztény szeretetvacsora (agape) ábrázolása Szent Callixtus katakombájában (3. század)

A Biblia négy helyen írja le az eucharisztia alapítását. E négy változat a lényeges pontokon megegyezik, ugyanakkor a különbségeik világosan utalnak két különböző hagyományra.
A legrégebbi szövegtanú Pálnak a korinthoszi gyülekezet számára 55-ben írott levele. Pál nem elrendeli az eucharisztia ünneplését, hanem úgy hivatkozik rá, mint bevett gyakorlatra. A szöveg arra enged következtetni, hogy keletkezésének időszakában a kenyér és a bor színe alatt történő áldozás mintegy keretbe foglalta a hívők szeretetlakomáját. Lukács, aki Pál tanítványa volt, evangéliumában ugyancsak ezt a vonalat követi.

### Pál szerint
Mert én az Úrtól vettem, amit át is adtam néktek, hogy az Úr Jézus azon az éjszakán, amelyen elárultatott, vette a kenyeret, és hálát adva megtörte, és ezt mondotta: „Vegyétek, egyétek, ez az én testem, amely tiérettetek megtöretik, ezt cselekedjétek az én emlékezetemre.” Hasonlóképpen vette a poharat is, miután vacsoráltak, és ezt mondta: „E pohár amaz új szövetség az én vérem által, ezt cselekedjétek, valamennyiszer isszátok az én emlékezetemre.” (1Kor 11,23–25)

### Lukács szerint
És vette a kenyeret, hálát adott, megtörte és e szavakkal adta nekik: „Ez az én testem, amely tiérettetek adatik: ezt cselekedjétek az én emlékezetemre.” Hasonlóképpen vette a poharat is, miután megvacsoráztak, és ezt mondta: „E pohár az új szövetség az én vérem által, amely tiérettetek ontatik ki.” (Lk 22,19–20)
Az evangéliumát Pálnál több évvel később összeállító, péteri hagyományokat követő Márk, valamint az ő evangéliumát alapul vevő Máté leírása olyan gyakorlatot feltételez, amely szerint a szeretetlakomát követően került sor az eucharisztia ünneplésére.

### Márk szerint
És amikor ettek, vette a kenyeret, áldást mondott, és megtörte, odaadta nekik, és ezt mondta: „Vegyétek, ez az én testem.” Azután vette a poharat, hálát adott, odaadta nekik, ittak belőle mindnyájan, és ezt mondta nekik: Ez az én vérem, a „szövetség vére, amely sokakért kiontatik.” (Mk 14,22–24)

### Máté szerint
Miközben ettek, vette Jézus a kenyeret, áldást mondott, és megtörte, a tanítványoknak adta, és ezt mondta: „Vegyétek, egyétek, ez az én testem!” Azután vette a poharat és hálát adott, nekik adta, és ezt mondta: „Igyatok ebből mindnyájan, mert ez az én vérem, a szövetség vére, amely sokakért kiontatik a bűnök bocsánatára.” (Mt 26,26–28)

### János szerint

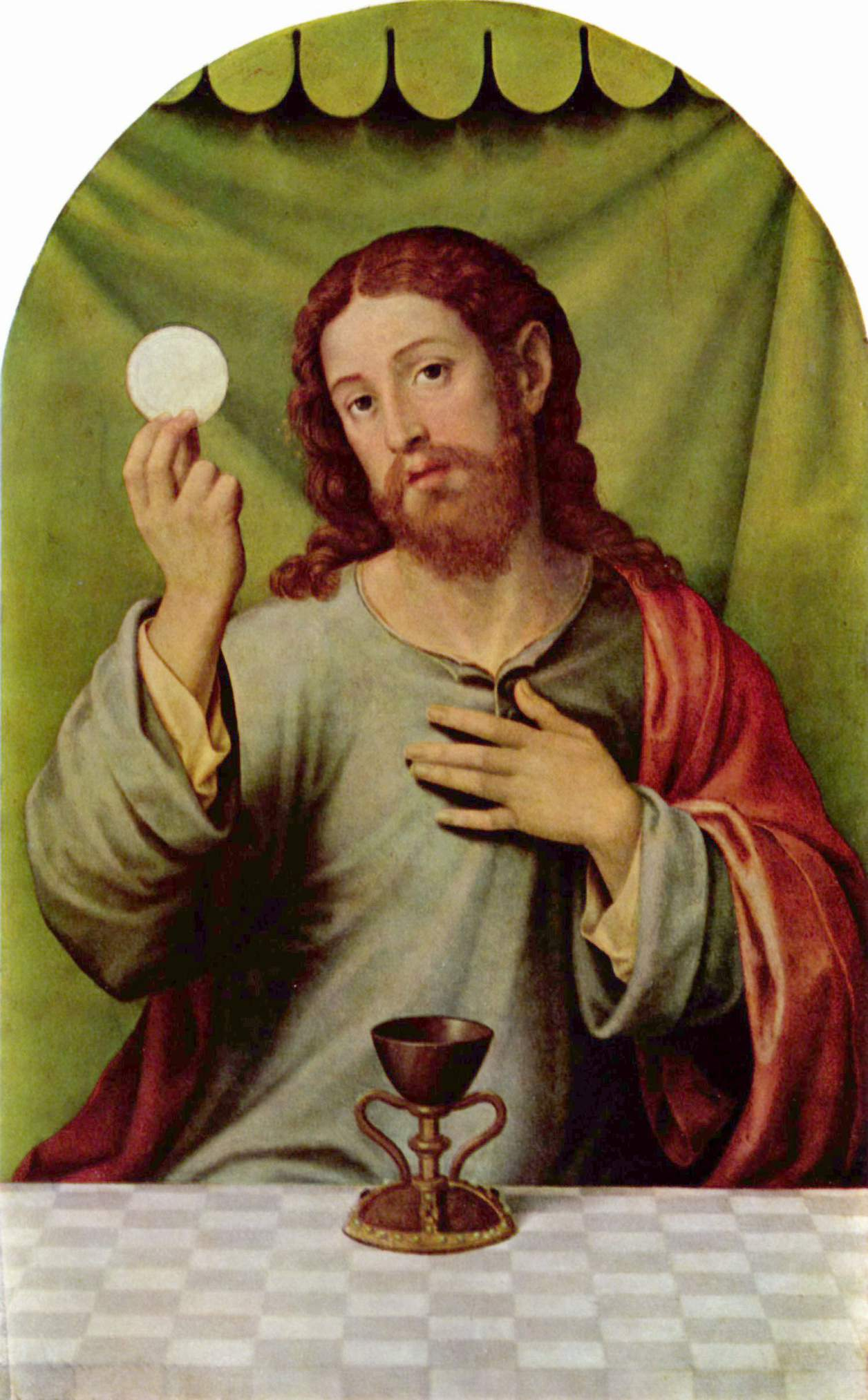
Krisztus az eucharisztiával (16. századi spanyol festmény, Budapest, Szépművészeti Múzeum)

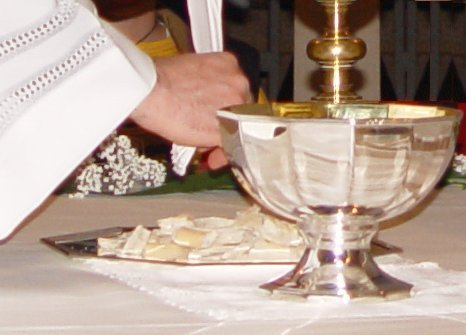
Kenyértörés

János evangéliumának egész 6. fejezete az eucharisztiáról szóló tanítás. Ugyanakkor feltűnő, hogy a szinoptikusokkal szemben nem említi az eucharisztia alapítását. Az elbeszélés ugyanazon pontján a lábmosás története szerepel, amely viszont a szinoptikus anyagban ismeretlen. Számos szerző ezt azzal magyarázza, hogy a szinoptikus evangéliumok elkészülte után bő 20–30 évvel író János már nem tartotta szükségesnek az alapítás elbeszélését, helyette egy szimbolikus cselekedet leírásával rá akart mutatni az eucharisztia egy lényeges aspektusára, nevezetesen Jézus szeretetből fakadó önmegalázására.

## Az eucharisztia a kereszténység egyes ágainál
Az alábbiakban felekezetenként csak a dogmatikai, liturgiai, illetve morális szempontból lényeges vonásokat emeljük ki; a részletes tárgyalást lásd az egyes fejezeteknél jelzett fő szócikkekben!

### Dogmatikai vonatkozások
A keresztséghez hasonlatosan az utolsó vacsora megünneplése is valamennyi keresztény felekezet életében jelen van valamilyen formában. Teológiai alapállásuk függvényében azonban más és más jelentőséget tulajdonítanak az utolsó vacsorának és az eucharisztiának. A különféle keresztény felekezetek a hitbeli különbségektől függően a kultikus lakomát eltérően értelmezik: más-más részleteit, vonatkozásait hangsúlyozzák, különféle magyarázatokkal szolgálnak.

#### Katolicizmus és ortodoxia
A katolicizmus és ortodoxia közül a reformáció idején a katolicizmus kényszerült bele, hogy az eucharisztiára vonatkozó tételeit pontosan definiálja. A Tridenti zsinat az eucharisztiával kapcsolatban számos dogmát alkotott. Ugyanakkor e két nagy irányzat között (noha liturgikus gyakorlatuk látványosan különbözik) az eucharisztiával kapcsolatban nincs tanbeli különbség.

##### Jelentősége
Mind a keleti, mind a nyugati kereszténység úgy tekinti az eucharisztiát, mint a hét szentség egyikét. A II. vatikáni zsinat a culmen et fons kifejezéssel méltatja: az eucharisztia a keresztény élet csúcsa és forrása.

##### Áldozat
E hit egyik sarokpontja az, hogy az eucharisztia bemutatása valódi áldozati cselekmény. A kereszténység egyetlen áldozatot ismer el: Jézus Krisztus golgotai keresztáldozatát. Az eucharisztia nem új áldozat, hanem a múlt egy konkrét pontján történő egyetlen véres áldozatnak a jelenben vérontás nélkül való megjelenítése. A Tridenti Zsinat terminológiája szerint az eucharisztikus ünneplés (katolikus elnevezéssel: szentmise) egyrészt memoria (ráemlékezés) a hajdani eseményre, de több annál: repraesentatio, vagyis tényleges megjelenítés, amelynek révén a mai hívő is részesül a kereszthalál gyümölcseiben (applicatio).
A golgotai, illetve az oltáron történő áldozati cselekmény azonos, mert azonos az áldozat
1. fő bemutatója (Jézus Krisztus), illetve
2. tárgya (Jézus teste és vére, ill. személye).

A két áldozat ugyanakkor különbözik is egymástól, mivel
1. a kereszten vérontással (cruente) történt, az oltáron vérontás nélkül (incruente), továbbá
2. a kereszten Jézus egyedül mutatta be az áldozatot, az eucharisztiában az in persona Christi (Jézus személyében) cselekvő pap, illetve a hívek közreműködésével[9] mutatja be.

##### Jelenlét

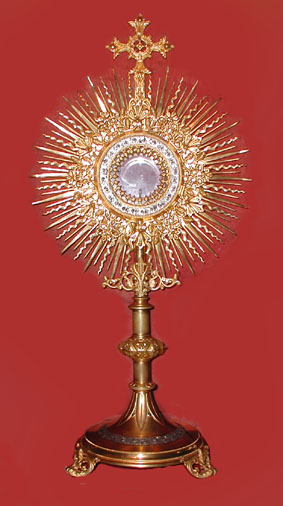
Eucharisztia ünnepélyes felmutatására, kihelyezésére szolgáló monstrancia

Az eucharisztiára vonatkozó katolikus/ortodox hit másik sarokpontja: Jézus valóságosan jelen van az eucharisztiában. Jézus utolsó vacsorán elmondott szavait nem jelképesen, hanem szó szerint kell értelmezni: az a „valami”, amit a kezébe véve felmutatott, valóban az ő teste és vére volt. A megismétlésre való felszólítás pedig implikálta azon hatalom átadását, hogy „az ő emlékezetére” cselekvő keresztény közösség ne csupán a gesztusok szintjén, hanem tartalmilag legyen képes ugyanezt megismételni.
A Tridenti Zsinat definíciója szerint Jézus az Eucharisztiában vere (valóban), realiter (valóságosan) és substantialiter (lényegileg) van jelen. Vagyis az eucharisztikus kenyér és bor nem „olyan, mintha”, hanem ténylegesen Jézus Krisztus teste és vére, vagyis a meghalt és föltámadt Jézus személyesen, isteni és emberi természetének teljességével.
A zsinat kijelenti, hogy a jelenlét magyarázatára alkalmas a transsubstantiatio (átlényegülés) műszó. E kifejezés a szubsztancia–akcidens kategóriákkal igyekszik leírni a történést. Eszerint Jézus teremtő szavára a kenyér és a bor szubsztanciája megszűnik, és helyükre Jézus testének és vérének szubsztanciája kerül, miközben a kenyér és bor akcidensei (vagyis mindaz, ami érzékileg tapasztalható belőlük) változatlanok maradnak. A folyamat eredménye, hogy Jézus Krisztus valóságosan jelen van a kenyér és a bor „színe alatt”. Újabb keletű megfogalmazással szómatikus-szubsztanciális jelenlétről is szokás beszélni.

##### A valóságos jelenlétre vonatkozó további hittételek
- Mind a kenyér, mind a bor színe alatt, azok legkisebb részében is a teljes Krisztus van jelen.[11]
- A valóságos jelenlét (az átváltoztatás után) a színek kiosztása előtt és az eucharisztikus cselekmény után is igaz.[12] (Katolikus templomban a térdhajtás nem „általában a templomot”, hanem a tabernákulumban őrzött, az Eucharisztiában jelen lévő Jézust köszönti.)
- Az Eucharisztiában jelen lévő Krisztust imádás illeti meg.[13]
- Az Eucharisztia létrehozója csak felszentelt áldozópap lehet.[14]

#### Protestantizmus
Egységes eucharisztia-tanról a protestantizmus esetében – annak eredendően decentralizált és pluralista volta miatt – nem beszélhetünk. A reformáció kora óta létrejött számtalan felekezet mindegyikének megvan a saját tanítása az eucharisztiáról, és az úrvacsora valamilyen formában a vallásgyakorlat lényeges részét képezi. Általános érvénnyel a következő megállapításokat lehet tenni róluk:
- Az eucharisztiát kultikus lakomának tekintik.
- Az úrvacsora nem állandó eleme az istentiszteletnek; többnyire csak nagyobb ünnepeken kerül rá sor.
- Az úrvacsora szertartásának részét képezi Jézus alapító szavainak („szereztetési igék”) felidézése.
- Az úrvacsorát nem tekintik áldozatnak.
- Tagadják az átlényegülést és a szómatikus-szubsztanciális jelenlétet.
- Ebből adódóan az úrvacsora kiosztása után megmaradt kenyeret és bort nem őrzik és nem tisztelik (de sok helyen elzárva tartják, és nem használják fel más célra).
- Az úrvacsorát két szín alatt osztják ki.
- Az úrvacsorát általában felszentelt lelkipásztor osztja, aki nem áldozópap, mert a protestantizmus szerint az áldozópapság kora Krisztus egyetlen, főpapi önmagát áldozásával lejárt.

A protestáns történelmi egyházak abban is egyetértenek, hogy az eucharisztia valamilyen módon kegyelmet közvetít és Jézushoz kapcsolja a hívőt. Arra, hogy ez hogy történik, a 16. századi reformátorok különböző magyarázatokat adtak.
- Luther Márton és követői szerint az eucharisztia vételének pillanatában Jézus valóságosan jelen van, de a kenyér és bor szubsztanciája eközben nem szűnik meg („companatio”).
- Kálvin János is használja „az Úr testét enni és vérét inni” kifejezést, de ezt metaforának tekinti. Az ő tanítását követő teológiai irányzat virtuális jelenlétről beszél: aki úrvacsorához járul, az ténylegesen kenyeret és bort vesz magához, amelyek, mint szent jegyek, bizonyossá teszik a hívőt afelől, hogy neki is része van Krisztus áldozatában „és minden Ő javaiban”.[16] A Heidelbergi káté szerint „a mise nem más, mint megtagadása Jézus Krisztus egyetlenegy áldozatának és szenvedésének, és kárhozatos bálványimádás”.[17]
- Ulrich Zwingli és követői szerint „az eucharisztikus kenyér és bor egyszerű szimbóluma Jézus halálának, hogy akik arra hittel emlékeznek, kegyelmet kapjanak”.[18]

### Liturgikus vonatkozások
Az eucharisztia ünneplése minden felekezetben eredendően közösségi cselekmény, s mint ilyenre, a közösen végzett istentisztelet keretében kerül rá sor. Az alábbiakban felekezetenként csak az összevethetőség és a találkozási pontok szempontjából lényeges vonásokat emeljük ki; a részletes tárgyalás a megfelelő és utalóval jelzett főcikkben található.

#### Katolicizmus

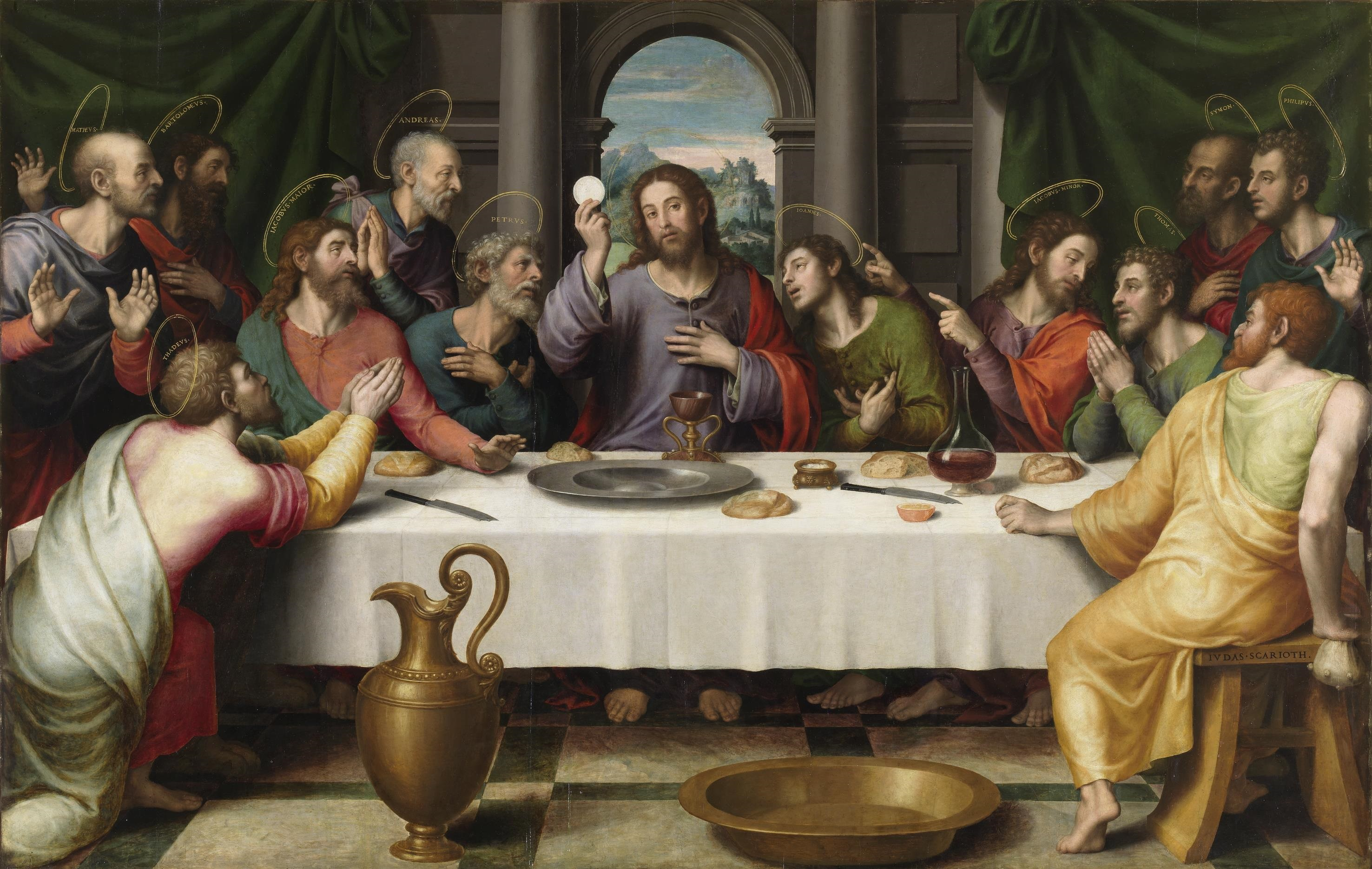
Juan de Juanes: Utolsó vacsora
„És hálákat adván, megtörte és ezt monda: Vegyétek, egyétek! Ez az én testem, mely ti érettetek megtöretik; ezt cselekedjétek az én emlékezetemre” (1 Kor 11,23-25)

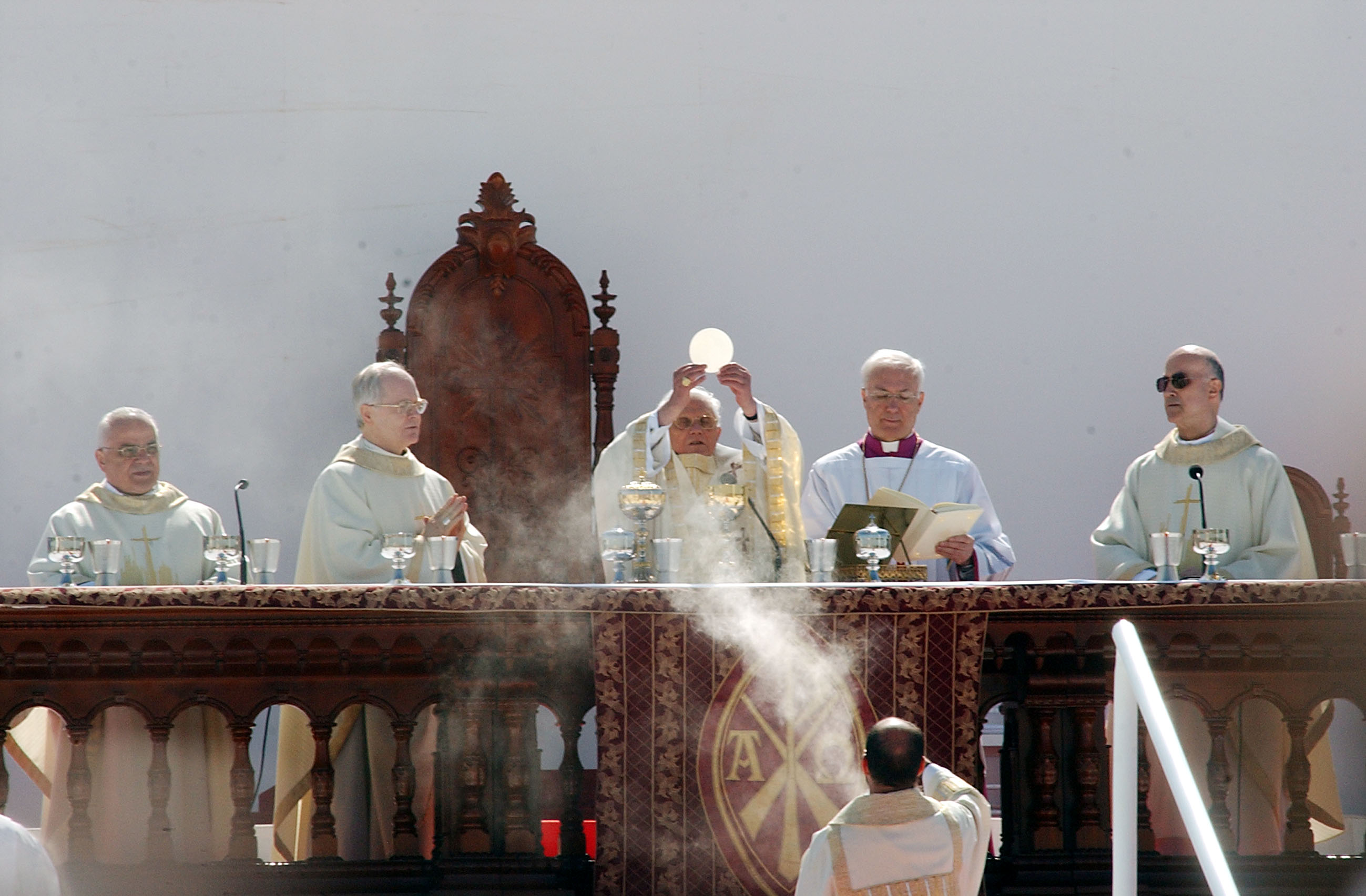
XVI. Benedek pápa egy ünnepi misén, mielőtt a hívők részesülnek az Eucharisztiában, felmutatja Jézus testét: „Íme, az Isten Báránya, aki elveszi a világ bűneit”

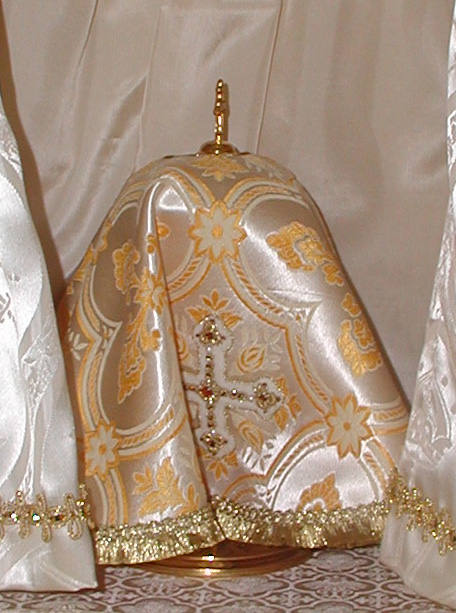
A vélummal letakart cibórium

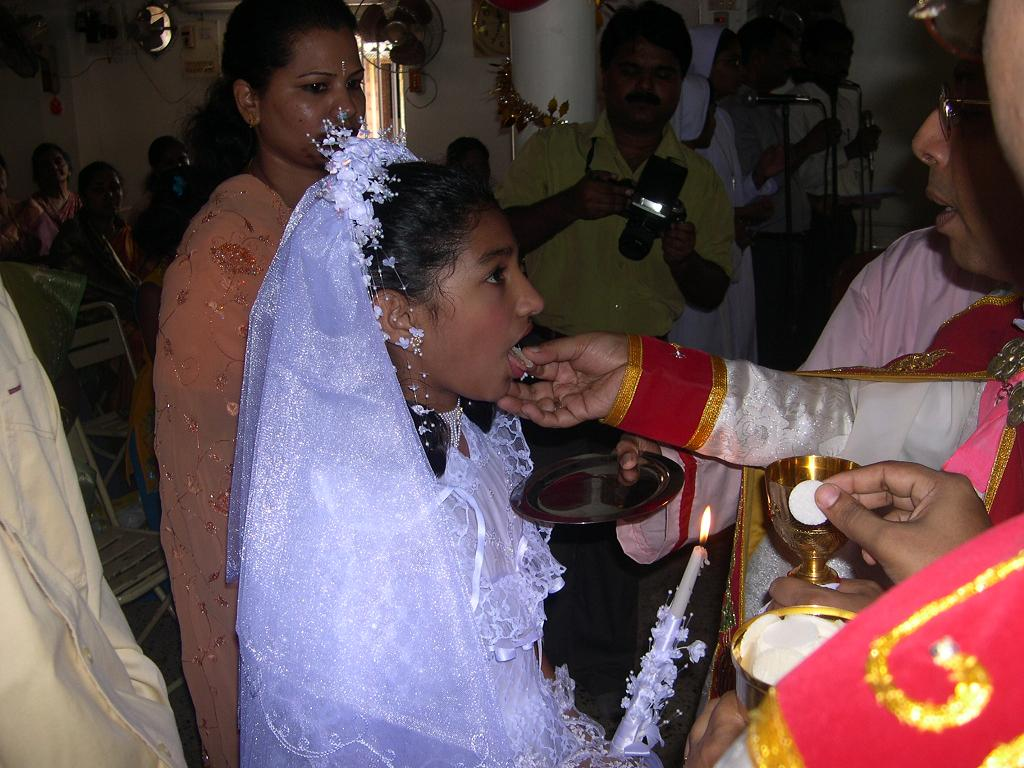
Elsőáldozó kislány

A katolikus istentiszteletnek két, egyformán fontos része van: az igeliturgia és az áldozati liturgia. Ez utóbbi jelenti az eucharisztia ünneplését. Ennek első mozzanataként a celebráns (püspök vagy pap) a kenyeret és a bort mint a „föld/szőlőtő termését és az emberi munka gyümölcsét” felajánlja Istennek. A katolikus dogmatika előírja, hogy az eucharisztiához kizárólag búzakenyér és szőlőbor használható. A kenyér többnyire kovásztalan („ostya”), de megengedett a kovászos kenyér használata is. A bornak a szőlő terméséből készült, természetes és nem romlott bornak kell lennie.
A felajánlás után a celebráns Misekönyv által előírt könyörgések és hálaadások után elmondja az eucharisztikus imát, más szóval kánont. Ennek központi része három elemből áll: a Szentlélek hívásából („epiklézis”), Jézus utolsó vacsorán mondott szavainak elismétléséből („konszekráció”), valamint az így megtörtént átlényegülést követően a színek alatt jelen lévő Krisztusnak az Atya számára történő felajánlásából.
Ezt a kiengesztelődés szertartása követi, majd az áldozás, vagyis a hívők részesülése az eucharisztiában. A hívek áldoztatása a gyakorlatban többnyire csak a kenyér színe alatt történik. A celebránsnak (koncelebráció esetén a főcelebránsnak) mint az egész gyülekezet reprezentánsának kötelező a két szín alatti áldozás. A katolikus teológia szerint, mivel mindkét szín alatt az egész Krisztus van jelen, semmivel sem kap több kegyelmet az, aki két szín alatt áldozik. Az egy vagy két szín alatti áldozásról szóló történelmi vitának ezért csekély a teológiai relevanciája: a kérdésnek több köze volt a hierarchikus tekintély demonstrálásához, firtatásához (illetve az istentiszteleti rend fenntartásának problémáihoz). A II. vatikáni zsinat engedélyezte a hívők két szín alatti áldozását.
Az eucharisztikus cselekmény végeztével a pap a megmaradt szent vért magához veszi, a maradék konszekrált ostyát pedig egy e célra rendszeresített edénybe, a cibóriumba helyezi, és azt – helyi szokás szerint esetleg vélummal – letakarva a tabernákulumba teszi. Katolikus templomokban az Oltáriszentség őrzési helyét az örökmécses jelzi.

##### Elsőáldozás
Az eucharisztia a három beavató szentség egyike, így a hívő életében nagy jelentősége van, amikor először részesül a szentáldozásban. A kereszténység kezdeti időszakában a megtérő egyszerre részesült mindhárom beavató szentségben; a katolikus gyakorlatban ez többnyire szétválik három időpontra. A felnőttkori megtérés esetét leszámítva az elsőáldozásra gyermekkorban kerül sor, 6–10 éves korban. Ezt megelőzi egy alapszintű hitoktatás, amelynek végeztével az elsőáldozásra készülőtől elvárják, hogy fogalmilag különbséget tudjon tenni a közönséges és az átváltoztatott ostya között.
Az elsőáldozás hagyományosan nagy pompával jár, amelyet rendszerint családi ünnepség követ. A kisfiúkat és kislányokat drága, az esküvőihez hasonló ruhákba öltöztetik, és a szentmise végeztével ajándékot kapnak szüleiktől, keresztszüleiktől. A II. vatikáni zsinat óta sokan helytelenítik ezt a gyakorlatot lelkipásztori okokra hivatkozva, mondván, hogy a kisgyermek tudatában a sok külsőség és járulékos program elnyomhatja a lényeget: a Jézussal való találkozás élményét.

##### A Betegek szentsége
Az egyház a beteg vagy haldokló hívő számára elviszi a betegágy mellé az Oltáriszentséget. Az eucharisztia utolsó kiszolgáltatását nevezik szent útravalónak (latin: viaticum) vagy haldoklók szentségének. Amennyiben a beteg már nem képes szilárd táplálékot lenyelni, előfordul, hogy a pap csak a bor színe alatt áldoztatja meg, ahogy épp tudja (például pipettával).
A betegek kenetének első leírása Szent Jakab apostol levelében található: „Beteg valaki köztetek? Hívassa az egyház papjait, azok imádkozzanak fölötte, és kenjék meg őt olajjal az Úr nevében! A hitből fakadó imádság megszabadítja a beteget, és az Úr megkönnyíti őt, ha pedig bűnökben van, bocsánatot nyer.” (Jak 5,14-15)
Ezért a gyógyulás nemcsak fizikai, hanem lelki értelmezést is kap.
Ezen kívül maga Jézus kéri: „Gyógyítsatok betegeket!” (Mt 10,8), valamint Ő ígéri: „Nevemben… betegekre teszik a kezüket, azok meggyógyulnak” (Vö.: Mk 16,17-18).

##### Az Oltáriszentség tisztelete

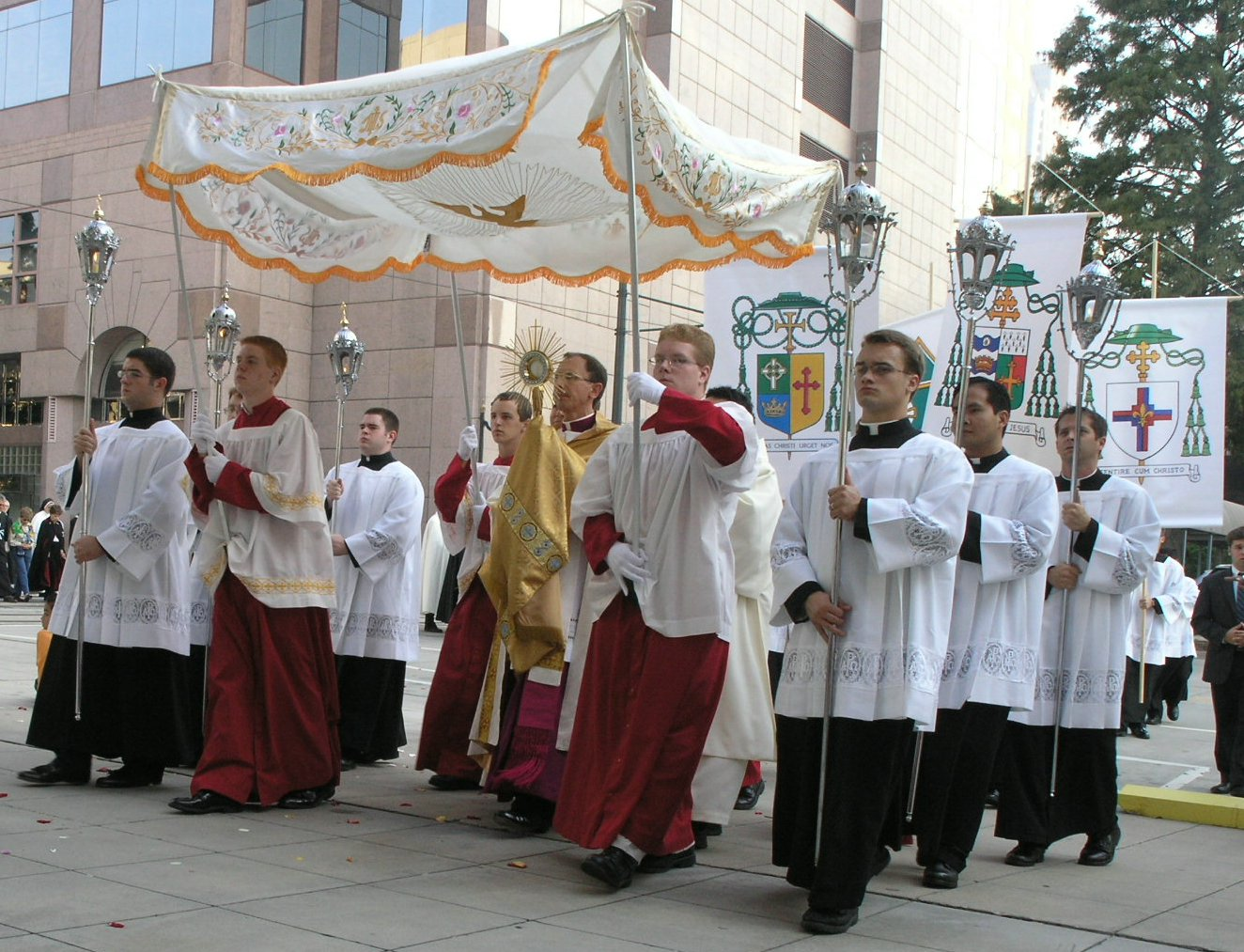
Eucharisztikus körmenet

A reformáció tagadó megnyilatkozásaira való válaszként elterjedtek az eucharisztikus körmenetek, amelyek során a „Legméltóságosabb Oltáriszentséget” hatalmas, díszes monstranciában, baldachin alatt viszik körbe a városban. A körmenetek azóta veszítettek demonstratív jellegükből (többnyire csupán a templom körül, gyakran mindössze a templomban körbemenve tartják), azonban a katolikus hitéletben az Eucharisztia tisztelete továbbra sem korlátozódik a szentség kiszolgáltatására, hanem komoly jelentősége van a szentségimádásnak, vagyis az eucharisztikus Krisztus jelenlétében történő imádkozásnak.

##### Eucharisztikus kongresszus

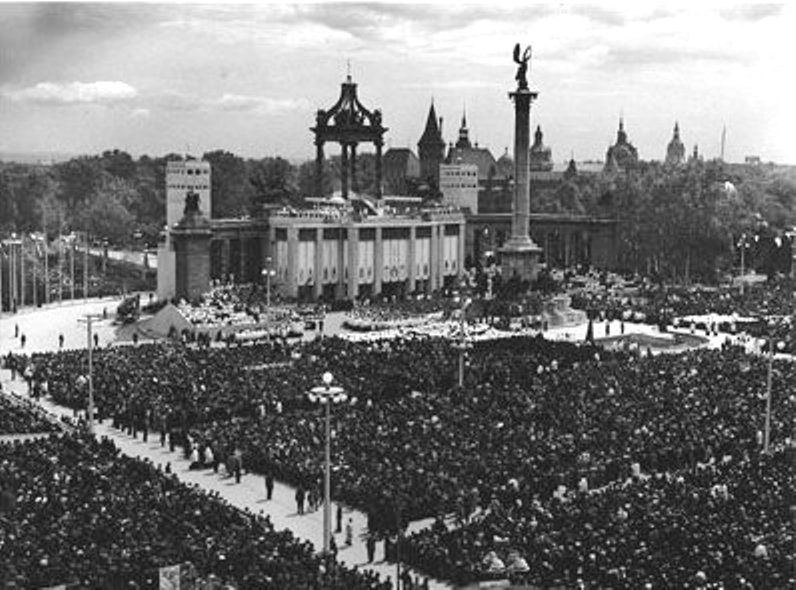
Eucharisztikus világkongresszus 1938. Főoltár a budapesti Hősök terén

Az Eucharisztikus Kongresszus az eucharisztia megismerését, szeretetét és tiszteletét előmozdító összejövetel. A részvétel zarándoklat-jellegű. Szentmisék, szentségimádások, előadások mélyítik el az eucharisztikus lelkületet. A megmozgatott terület szerint lehet nemzeti, regionális vagy nemzetközi. Kezdeményezője 1874-ben Émilie Tamisier volt, aki Avignonba eucharisztikus zarándoklatot vezetett, majd P.-J. Eymard indítására 1881-ben Lille-ben megszervezte az első Nemzetközi Eucharisztikus Kongresszust.
1938-ban Budapesten tartották a 34. Eucharisztikus Világkongresszust. 
2021-ben Budapesten tartják az 52. Eucharisztikus Világkongresszust, amelyet eredetileg 2020-ra terveztek, de a koronavírus járvány miatt egy évvel elhalasztották.

#### Ortodoxia
A keleti kereszténységben a hívekkel közösen végzett szertartások változatosabbak, mint nyugaton. A liturgia szó fogalmilag a katolikus szentmise megfelelője. Az eucharisztia keleti rítusában ugyanazok a teológiailag lényeges motívumok, mint a katolicizmusban, azzal a dogmatikai különbséggel, hogy a kenyér és a bor átváltozását nem kifejezetten a jézusi szavak kimondásához kötik.
Maga az átváltoztatás a hívek szeme elől elrejtve, az ikonosztáz mögötti oltáron történik. Áldozás két szín alatt van, itt egyöntetű a kovászos kenyér használata. A szent vért a pap osztja szét közös kehelyből, kiskanál segítségével.
Az ortodox keresztények évente csak néhány alkalommal áldoznak, s erre hosszú böjtöléssel és imával készülnek fel.
A megmaradt Eucharisztiát megőrzik, de nem külön helyen, hanem magán az oltáron.

#### Protestantizmus
Bár a protestáns felekezeteknek az úrvacsorával kapcsolatban eltérő a gyakorlata, valamennyiükre igazak a következő megállapítások:
- Mivel a protestáns teológia fókuszában a Biblia áll („sola Scriptura”), az istentiszteletnek is az igehirdetés a központi eleme, és úrvacsoraosztásra hagyományosan csak a nagyobb ünnepeken kerül sor. Ugyanakkor számos protestáns gyülekezet mozdul el olyan irányban, hogy ennél sűrűbben – akár minden egyes istentiszteleten – kiosztják az úrvacsorát.
- Nemcsak a szertartást vezető lelkész, hanem minden hívő részesül mind a kenyértörésből, mind a kehelyből.
- Az úrvacsorához használt kenyér szokásosan kovászos, bár egyes felekezetekben – például a hazai evangélikusoknál – megőrizték a római kovásztalankenyér-használati gyakorlatot.
- Lehetőség szerint az úrvacsorához használt bor általában vörösbor, nem pedig fehér-, de előbbi hiányában a legtöbb protestáns felekezetben elfogadottnak számít az utóbbi használata is, néhány fundamentális felekezettől eltekintve, mely a vérre való emlékeztetés miatt ragaszkodik ahhoz, hogy az úrvacsorabor vörösbor legyen.
- A kehelybe a legtöbb felekezetben bort töltenek, de vannak keresztény irányzatok, amelyek az alkoholfogyasztást bűnnek tartják: ők szőlőlevet használnak.[26] Olyan országokban, ahol az autóvezető egyáltalában nem fogyaszthat alkoholt, előfordul, hogy az istentisztelet után autót vezetni szándékozók külön, helyenként a kiskorúakkal együtt, szőlőlevet kapnak a bor helyében, ennek azonban nem teológiai megfontolás az oka.
- Az úrvacsora kiosztása gyülekezetenként különböző módon történhet. Van, ahol közös kehely jár körbe, de van, ahol minden hívőnek megvan a saját pohárkája (több országban, az Egyesült Államokban például, kapható bolti forgalomban előre csomagolt „úrvacsora-adagok” – fóliával hegesztett műanyagdobozkában bor, illetve kenyérkocka; különösen az úgynevezett megachurchökben, a nemritkán tízezernél is magasabb létszámú gyülekezetekben elterjedt gyakorlat, hogy az istentiszteletre érkezőket a székkarfára helyezett, előre csomagolt úrvacsora-adag várja, praktikus megfontolásból, hogy tudniillik ne tartson órákig az úrvacsora). Református szokás szerint a liturgikus tér kiemelt helyén áll az ún. úrasztala, a lelkész innen osztja ki az úrvacsorát.
- Mivel a beteggondozás a protestáns kegyességnek is lényeges aspektusa, bevett szokás, hogy a lelkész úrvacsorát oszt az általa meglátogatott betegnek. Ilyenkor az eucharisztikus szertartás – a katolicizmus gyakorlatához hasonlóan – elválik a templomi istentisztelettől. Számos neoprotestáns felekezetben bevett gyakorlat az istentiszteleten kívül, otthon, családi körben vagy akár magányosan megtartott úrvacsora, mely ilyenkor természetesen nem igényel lelkészi közreműködést.

### Morális szempontok
Az áldozásnak vagy úrvacsorában való részesülésnek minden felekezetben vannak morális előfeltételei. A konkrét dogmatikai részletektől függetlenül egyetértés uralkodik arra nézve, hogy az eucharisztikus lakoma a keresztény hívők ünnepe, s mint ilyen, a mennyei lakoma valamilyen elővételezésének tekinthető. Ezért az Oltáriszentségben/úrvacsorában való részesüléshez szükséges, hogy a hívő bűntelenül, tiszta szívvel járuljon az oltárhoz/úrasztalához.
A katolikus dogmatikai és kánonjogi előírások aprólékosan szabályozzák, hogy a hívők milyen feltételekkel áldozhatnak. A két elemi követelmény a halálos bűntől való mentesség (ez alapesetben gyónási kötelezettséget jelent), valamint az ún. szentségi böjt. Ez utóbbi a II. vatikáni zsinat előtt azt jelentette, hogy éjféltől az áldozásig nem szabad fogyasztani semmilyen táplálékot (vizet sem). Az újabb rendelkezés az áldozás előtt csupán egyórás böjtöt ír elő, s ez alól is kivételt képeznek a víz és a gyógyszerek.
A protestantizmusban nem ismert a szentségi böjt gyakorlata, a lélek tisztasága azonban ott is előfeltétele az úrvacsora vételének. Felekezettől függően ez jelenthet egyéni felkészülést, illetve a gyónáshoz hasonlatos négyszemközti, esetleg közösség előtti bűnbánattartást.
Mind a katolikus és ortodox, mind a protestáns liturgiának részét képezi a communio előtti bűnbánati rítus, amelynek keretében a pap vagy lelkész imádkozik, hogy Isten bocsássa meg a hívek bűneit, illetve – felekezettől függően – hirdeti a bűnök bocsánatát.

## Eucharisztia története
- Krisztus a zsidó nép ünnepi hagyományaihoz híven tartotta meg a Húsvétot, melyet ma az utolsó vacsorának nevezünk. Ez a régi ünnepi hagyomány a bor és a kenyér megáldása, majd kiosztása.[27] utána étkezés, majd kehelyrítus és hálaadó beszéd[28] Egy fennmaradt 2. századi szöveg a Didakhé alapján ismerjük a kereszténység korai ünnepi szövegét. Ez még átmeneti jellegű. Ami újdonság ebben az az eucharisztia előtti bűnvallomás és egymás közötti kiengesztelődés megtartása, azonban ebben még nem volt az oltáriszentséget ünneplő ima. Didakhé volt a liturgia fejlődés alapja, aminek rendjét ma a keresztények különfélén ünneplik. A 4. században csak kis változtatásokkal építik be az egyetemes apostoli rendelkezésekbe. A meghatározásokban a kezdeti időkben a középkorig, alkalmazkodtak helyi nyelvekhez, sőt a platóni filozófia is segített a keresztényeknek kifejezni az eucharisztiát. A platóni valóság-képmás, míg a germánoknál a subtantia-accident volt használatban.[29] Platón szerint az idea valamiképp jelen van a konkrét létezőben, és azokon keresztül nyilvánul meg, illetve ismerhető meg. Így Krisztus is jelen lehet konkrét létezőben, – az ostyában és a mise borban -, és azon keresztül nyilvánul meg. Némelyik egyházatya korát megelőzve szólt az eucharisztiáról.

### Korai egyházatyák 1-3. századig
- Szent Iréniusz még vendéglátó családatyát lát Krisztusban aki vérével és testével táplál. Antiochiai Szent Ignác már főpapot említ, pontosabban fogalmaz a szentmisében a saját testét áldozza fel és kiosztja. Ignác a mártírságra készült, és saját magát, a vadállatok közötti búzának mondja, azért hogy Krisztus kenyerévé lehessen.

### 4-8. századig
Az eucharisztia alapítása Krisztus szavaival történik, kijelentései rögtöni átváltozás, amivel a hívő valóságosan azonosul. Az egyházatyák figyelmét Krisztus testének, vérének valóságos jelenléte, és az ezekhez tartozó tanítások kötötték le. Nemcsak a legfőbb cél az volt, hogy a tudatlan vádakat, miszerint emberevők vagy istenevők lennének a keresztények, elhárítsák, hanem azon túl fejtegették miféle lelki adomány az eucharisztia.
- Jeruzsálemi szent Cirill következtetése alapján kimondja, ha Kánában Krisztus a vizet borrá tudta változtatni, akkor nem lehet kétség, hogy a bort saját vérévé tudja változtatni. Elfogyasztása után a hívő saját magát szenteli meg, részesül az isteni természetben.
- Az utókor Aranyszájú szent János képletesen az eucharisztia doktorává avatta. Aki vonzódik Krisztushoz nemcsak nézésre, hanem a testét vérét, azaz érintésre is adja Krisztus. ez nagyobb szeretet mint az anyai, mert nemcsak testtel táplál, hanem lelkünket megtisztítva a bűnöktől feldíszíti, és megnyitja a szentek szentjét. Ez a vér ugyanaz, amivel Krisztus a keresztfán megváltotta az embereket a bűnöktől. Ezért az eucharisztia a szeretett titka. Kimondja azt is, hogy a pap helyettesíti Krisztust az átváltoztatásban. Továbbá figyelmeztet ne menjünk gonosz szívvel oda, vagy piszkos kézzel áldozni.

#### 7-8. század
Fellángolt a vita, Krisztus isteni természet vagy emberi, avagy mindkettő egyszerre.Ezek eretnek gondolatokhoz vezettek, az összes variációnak voltak hívei.
- Nesztóriusz tagadta. hogy isteni kegyelem van az áldozati kenyérben, mert Krisztusban két természetet látott. "Krisztus testét eszük, de nem isteni természetét". Felteszi a kérdést Alexandriai szent Cirill válaszol rá: "Mit eszünk az Oltáriszentségben Krisztus testét vagy az isteni természetet?" Cirill válaszában elhárítja azt a feltételezést, hogy Istent emésztenénk, hanem az Ige saját testét mely életadó. Maga az életettel egyesülünk, a romlatlanság voltában.
- Sinaita Anasztáz tagadta Isten vérét és testét. Mivel az isteni természet nem tapintható, következésképp a test és vér sem. Ez oda vezet, hogy vagy Krisztus isteni természete változik, vagy tagadja az ez az Úr teste és vére általi kijelentést
- A monofiziták arra a következtetésre jutottak, hogy Krisztus teste már a feltámadás előtt is romolhatatlan volt. Ez viszont nem egyeztethető össze az oltáriszentség színe alatt lévő borral és kenyérrel[30]
- Damaszkuszi szent János összefoglalta mindazokat amit előtte egyetértőleg mondtak. isten a szűz méhében testet formált az Ige részére. Ugyanaz az Isten miért ne lehetne elég hatalmas, hogy saját testévé és vérévé változtassa a kenyeret és a bort?

### Középkor
A középkorban a valdiak és albiak, akik tagadták a szentmise áldozati jellegét.
- Az eucharisztikus kenyér tisztelete a középkorban jelenik meg.[31] Már nem a lakoma van a középpontban, hanem a bor és kenyér, mint átalakult adomány[32]

### Újkor
- A Tridenti zsinat (1545-1563) mondta ki dogmaként, hogy az utolsó vacsorán Krisztus áldozatot mutatott be és tevékeny jelenléte van a pap által az eucharisztiában.

### Legújabb kor
- 1875 óta Eucharisztikus kongresszusokat tartanak, melyek előzményét egy francia nő kezdeményezte.[33]
- A 20. századra oda fejlődik a katolikus teológia, hogy a kenyér és bor csak szimbolikus megjelenés, a lényegi viszony viszont az, hogy benne van Krisztus, akivel személyesen találkozik az áldozó, és Krisztus személyesen fog munkálkodni abban.A katolikusok úgy mondják ezt a kenyér és bor színe alatt van jelen Krisztus. Odo Casel felveti, hogy az áldozat időfölötti, folyamatosan épül és állandóan jelen van a történelemben. A II. Vatikáni zsinat azt tanítja, nemcsak a pap aki Krisztust képviseli, hanem a hívők is áldozatbemutatók, mert a Test tagjai morális értelemben egységet alkotnak
- Magyarországon szerették volna a 20. század harmadik negyedében, hogy a szentmisét inkább az eucharisztia ünneplésének nevezzék a hívők.
- A harmadik évezredben II. János Pál pápa eucharisztia évet hirdetett 2004-re, írt enciklikát, illetve apostoli levelet az alkalomra[34]
- 2021-ben Magyarországon tartják az 52. Nemzetközi Eucharisztikus Kongresszust.

## Ökumenikus vonatkozások

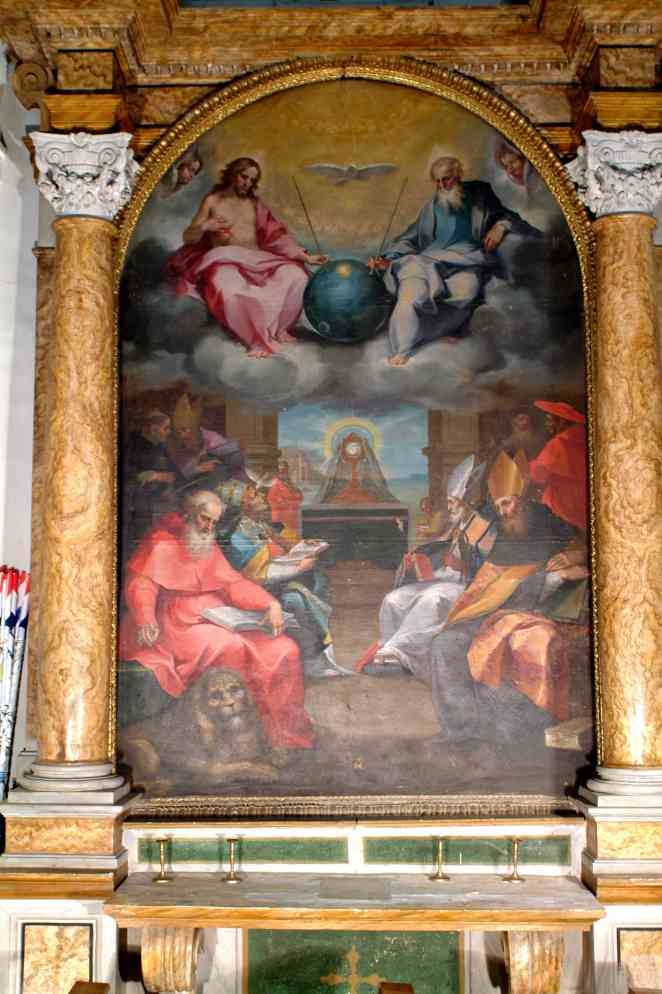
Ventura Salimbeni: Az Eucharisztia felmagasztalása

A katolicizmus alapelve az ókortól kezdve: „ubi eucharistia, ibi ecclesia”, vagyis ahol az eucharisztia, ott [és csak ott] van az egyház. A kereszténység széttagoltságának megszüntetésében az egyik kulcskérdés, hogy a felekezetek hajlandóak-e elismerni egymás eucharisztikus gyakorlatát. Máshonnan közelítve: engedélyezve van-e a hívők számára, hogy egy másik felekezet eucharisztiájában részesedjenek? Ez az interkommunió problematikája.
Az eucharisztia katolikus és ortodox értelmezése mögött nincs lényegi különbség. Miután 1965-ben VI. Pál pápa és Athenagorász konstantinápolyi pátriárka kölcsönösen visszavonták az 1054-es kiközösítést, elvileg lehetségessé vált az egymás eucharisztikus szertartásain való részvétel. A szentségek vétele azonban a katolikus kánonjog alapján a katolikus hívő számára csak szükséghelyzetben engedélyezett.
A protestáns egyházak többnyire kölcsönösen elfogadják egymás eucharisztikus gyakorlatát. Az egyeztetések legfőbb fóruma a Protestáns Egyházak Európai Közössége számolta fel az Úrvacsorával kapcsolatos megosztottságot és rögzítette alapító dokumentumában a leuenbergi konkordiában a közös felfogást, Viszont a katolicizmus és protestantizmus közötti interkommunióra azonban jelenleg nincs megoldás. Ennek két oka van.
1. A katolikus dogmatika egyik sarokpontja az, hogy az Eucharisztia létrehozója kizárólag érvényesen felszentelt pap lehet. Az érvényes szentelés kritériuma az apostoli szukcesszió, amely azonban a reformáció korában Róma által ellenőrizhetetlenné vált. Emiatt a protestáns egyházban szolgáló lelkészeket a katolikus egyház nem fogadja el minden további nélkül felszentelt papoknak.
2. Az eucharisztikus cselekmény érvényességéhez a katolikus dogmatika további kritériumnak tekinti az intenciót, vagyis azt, hogy miséző pap „azt akarja csinálni, amit a katolikus egyház csinál, amikor misézik”. Az eucharisztiáról szóló, gyökeresen eltérő értelmezések miatt megfelelő intencióról sem lehet beszélni.

A fenti okokból a katolikus hívők számára nem engedélyezett a protestáns úrvacsorán való részvétel. Szintén tilos ökumenikus istentiszteleten eucharisztikus cselekményt végezni, még úgy is, hogy ki-ki a maga rítusát végzi a maga hívei között.
A protestáns szabályozás rugalmasabb: noha többnyire az úrvacsora vételének előfeltétele a konfirmáció, a lelkész egyedi esetben, lelkiismereti döntése alapján más felekezetbe tartozó keresztények számára is kioszthatja azt, sőt ismertek olyan protestáns felekezetek is, melyekben az úrvacsora vételéhez lelkészi segédlet sem feltétlenül szükséges, elég a hívők közössége (noha az úrvacsora vételének otthoni gyakorlata sosem helyettesíti, csak kiegészíti az istentiszteleti úrvacsorát).

## Érdekességek

### Titoktartás és szimbólumok
Az eucharisztiát az ókeresztények misztériumnak tekintették. Az óegyház titokfegyelméhez hozzátartozott, hogy a szentmise első részének, az igeliturgiának végeztével a még meg nem keresztelt hívőket (katekumeneket) elbocsátották; az eucharisztia ünneplésén csak a beavatottak vehettek részt. Vélelmezhető azonban, hogy bizonyos szófordulatok a titoktartási kötelezettség ellenére közszájon foroghattak, például az, hogy „Jézus testét enni és vérét inni”. Elterjedt ugyanis az a vád, hogy a keresztények a maguk „titkos szertartásain” embert esznek.

Jézus-szimbólum

A titoktartásnak értelemszerű eszköze volt a szimbólumok kialakítása. Bevett eucharisztikus szimbólum volt természetesen a kenyér (a kenyérszaporítás csodájára utalva esetenként öt kenyér) és a bor (például kehelyként történő) vagy – egy logikai lépéssel továbblépve – a szőlőfürt ábrázolása. A hal ugyancsak a kenyérszaporításra, s így az eucharisztiára utal, de a görög hal szó (ΙΧΘΥΣ) egyben akrosztikon is, amelynek feloldása: Ιησους Χριστος, Θεου Υιος Σωτηρ, azaz „Jézus Krisztus, Isten Fia, Megváltó”.
A bor ábrázolása is alapot adott egy ókori félreértéshez. A bor görögül oinosz. Ez egyetlen betűvel különbözik a szamár jelentésű onosz-tól. A pogányok annyit azért tudtak, hogy a keresztények vallásában van valami „kereszt-ügy”, és hogy az imádatuk tárgyát valami „bor-ügy” képezi. Így született meg az onolátria, azaz szamárimádat vádja. Az ókorból fennmaradt egy keresztényeket gúnyoló karikatúra, az Alexamenosz-falfirka: egy férfi egy keresztre feszített szamár előtt térdepel; a rajz felirata a következő: „Alexamenos imádja istenét”.

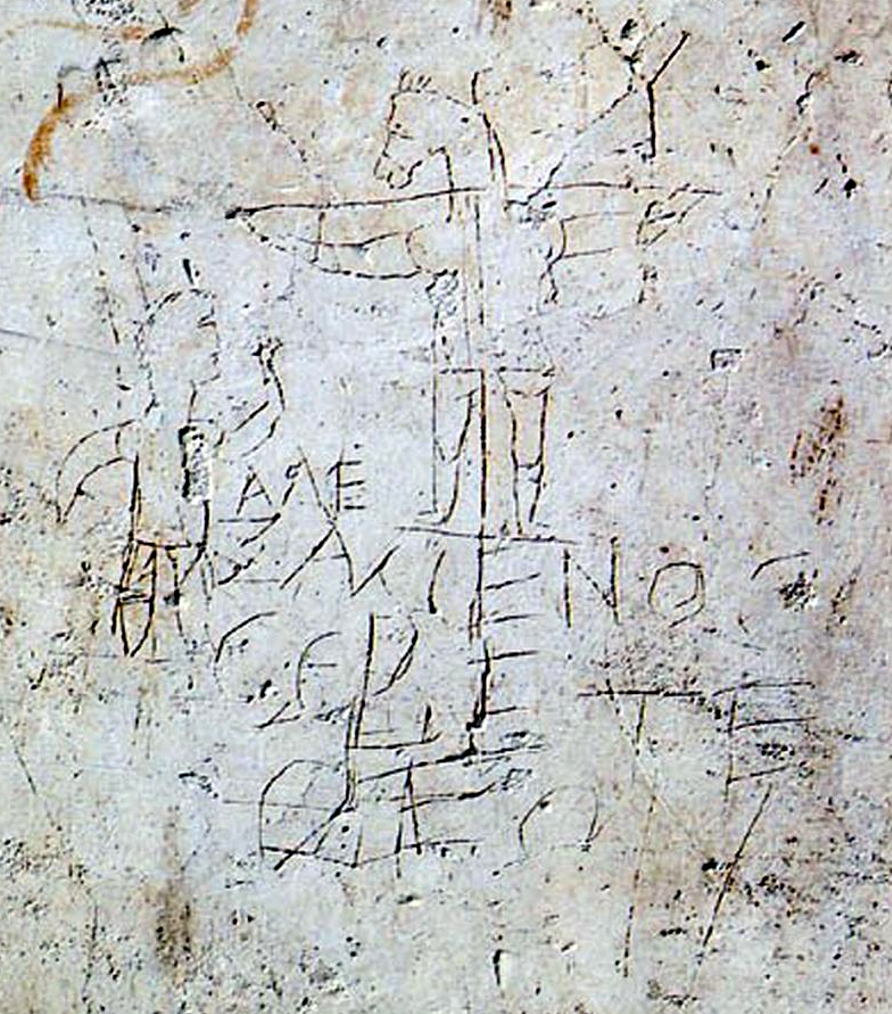
Ókori, keresztényeket gúnyoló karikatúra, a rajz felirata: „Alexamenosz imádja istenét”

### Csodák
A katolikus egyház történetét végigkísérik az Oltáriszentséggel kapcsolatos csodák. A szájhagyományban élő és/vagy dokumentált események egyik lehetséges csoportosítása a következő:
1. Rendkívüli esemény az Oltáriszentség hatására. Ez jelentheti az áldozást vagy a szentségi áldást követő hirtelen gyógyulást, de szólnak beszámolók természeti katasztrófáknak az Eucharisztia felmutatásával történő elhárításáról is.
2. Az Oltáriszentség mint egyedüli táplálék. Több olyan embert ismer az egyháztörténelem, akiknek életük egy szakaszában (néhány hétig, de akár évekig vagy évtizedekig) egyetlen táplálékuk a rendszeres (többnyire napi) szentáldozás volt.

Az ismertebb nevek: Flüei Szent Miklós (1417–1487), Neumann Teréz (1898–1962) és Pietrelcinai Szent Pio („Pio atya”; 1887–1968).
1. A kenyér és a bor fizikai elváltozása. Számos feljegyzés szól olyan történetekről, amelyekben a pap konszekráló szavai után az ostyán vércsöppek jelentek meg, vagy éppen az ostya valódi hússá, a bor pedig vérré változott. E jelenségekből a legismertebb az az eset, amelynek során a 8. században a közép-itáliai Lanciano városban egy bizonytalankodó hitű bazilita szerzetes kezében történt meg ez az átalakulás. A lancianói székesegyházban a mai napig őrzik a csoda relikviáit. Ezeket 1971-ben, majd tíz évvel később tudományos vizsgálatoknak vetették alá. A vizsgálat konklúziója az volt, hogy
  1. a relikviaként őrzött anyag valódi vér és hús;
  2. a hús szívizom-szövet;
  3. a vér és a hús humán eredetű;
  4. mind a vér-darabok, mind a húsban kimutatott vér AB vércsoportú;
  5. a vérben olyan mértékben és arányban szerepelnek a proteinek, mint az a friss vérben megszokott,
  6. a vérben csökkent mértékben vannak ásványi anyagok (kloridok, foszfor, magnézium, kálium, nátrium), továbbá a vérnek jelentősen megnövekedett a kalciumtartalma.[37]

### Nyelvi adatok
- Magyar ostya szavunk a latin hostia, -ae f főnévből származik, amelynek jelentése: áldozat. (Ostia városnév őrzi.)
- A bűvészek és varázslók obligát hókuszpókusz (hocus-pocus) varázsigéjének az egyik elterjedt magyarázat szerint végső forrása a latin miseszöveg, nevezetesen a „hoc est [enim] corpus [meum]” („mert ez az én testem”). A miselátogató hívek azon része, mely nem értette a szöveget, de tudta – ha másból nem, az átváltoztatáskor megszólaló csengőszóból –, hogy amikor a pap e szavakat mondja, akkor történik meg „a csoda”, a rejtélyes szavakat nyilván egyfajta „varázsigének” tekintette, így kapcsolódott a ma ismert jelentés az eltorzult hókuszpókusz alakhoz; mások szerint a protestantizmus által kvázi varázslásnak tekintett transzszubsztanciációt volt hivatva kifigurázni a hocus-pocus emlegetése. Az is felmerült, hogy a fakultatív enim (nyomatékosító partikula) egyébként nem szükséges közbeszúrására azért került sor a miseszövegben, hogy a könnyen ritmizálható hoc est corpus szakasz lendületét megtörje, és ne emlékeztessen a hocus-pocus-féle csúfolódásra.
- A hókuszpókusz közvetítésével – amennyiben elfogadjuk a miseszöveggel kapcsolatos eredeztetést – ugyancsak a hoc est enim corpus szövegből származik a „csalás, átverés” jelentésű hoax.

### Fizikai kapcsolat Jézus utolsó vacsorájával
Az Asszír Keleti Egyház eucharisztikus gyakorlata egyedülálló a keresztény felekezetek között. Ebben az egyházban a Szent Kovász, az eucharisztiai kenyér alkotórésze önálló szentség.
Az Asszír Keleti Egyház hagyományai szerint Krisztus utolsó vacsoráján Szent János apostol a Krisztustól kapott kenyér felét megette, másik felét eltette. Ezt a darab kenyeret Szent Tamás apostol eljuttatta Edesszába, ahol belemorzsolták a kovászba, melyet az eucharisztiai kenyér sütésekor használtak. Azóta az Asszír Keleti Egyház, egyedüliként a keresztény felekezetek között, megtartotta ezt a szokást: minden évben húsvétkor egy kenyeret eltesznek, majd azt következő húsvétkor belemorzsolják az új húsvéti kenyér kovászába. A kovászból kap az összes egyház, s ezt keverik bele minden egyes eucharisztiai kenyér kovászába az év folyamán. Így az Asszír Keleti Egyházban használt eucharisztiai kenyér mind a mai napig fizikailag is visszavezethető Krisztus utolsó vacsorájához. A zsidó „challah” szokása az alapja ennek a szokásnak.

## Az Eucharisztia a művészetben

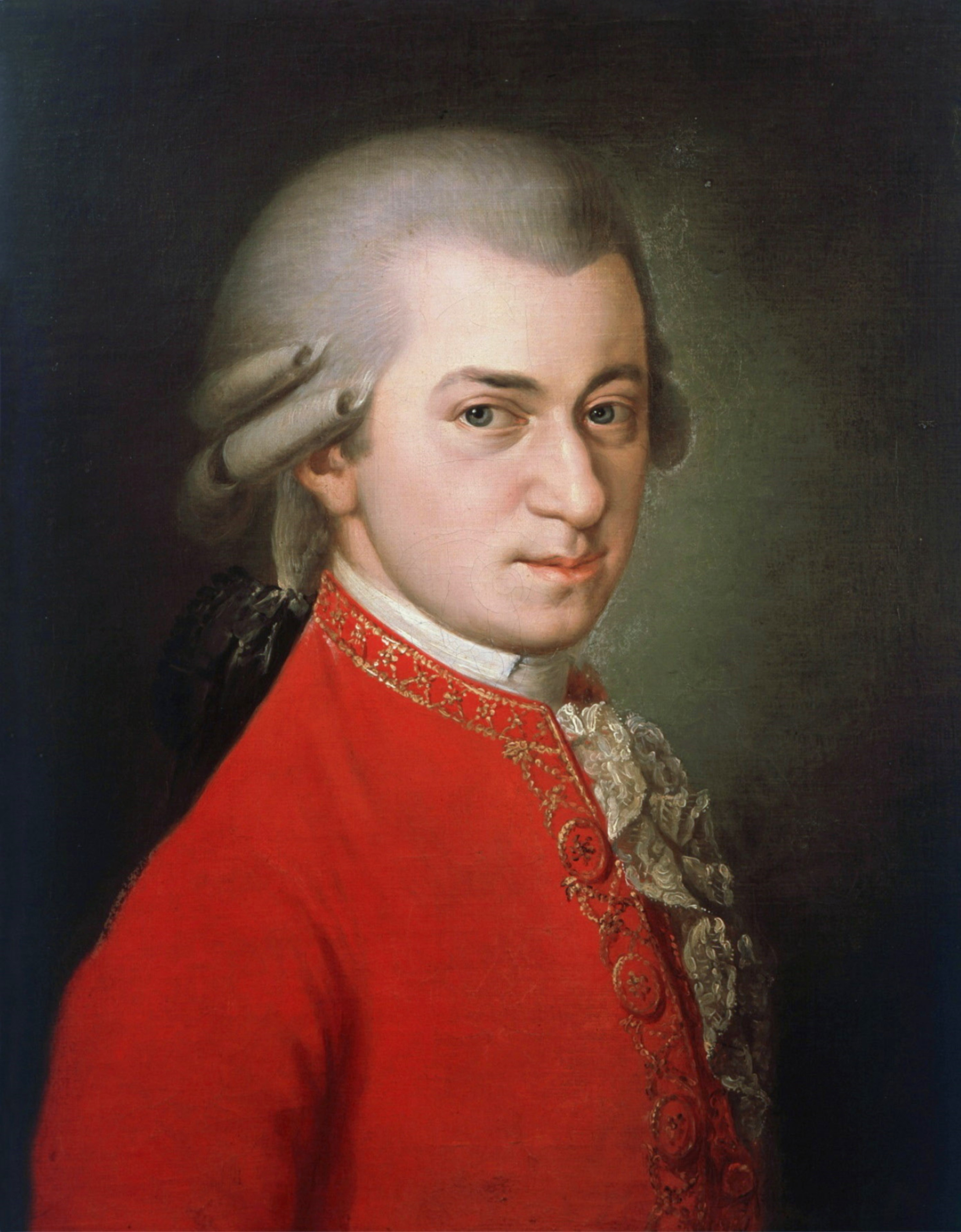
Mozart

- A festészet gyakori eleme, hogy egy-egy szentet az Oltáriszentség előtt térdelve ábrázolnak. Ugyancsak rendszeresen megjelenik festmény vagy szobor formájában az Oltáriszentséget élete árán megvédelmező 3. századi római fiú, Szent Tarzíciusz, a ministránsok védőszentjének alakja is.
- A zenetörténet számtalan alkotása szól az Oltáriszentség tiszteletéről. Népszerű, gyakran előadott Wolfgang Amadeus Mozart Ave, verum Corpusa [„Üdvözlégy, igazi Test”, K. 618], César Franck Panis Angelicusa [„Angyali kenyér”], illetve Liszt Ferenc O, salutaris hostia [„Ó, üdvösséges áldozat”[39]] című kórusműve. Mozart Litaniae de venerabili altaris sacramento [„Litánia a legméltóságosabb Oltáriszentségről”, K. 243] című motettáját az egyik legszebb egyházi kompozíciójaként tartják számon.[40]
- Az irodalomban is sok művet ihletett az eucharisztia. Graham Greene Célzás egy magyarázatra című írásában[41] egy tízéves gyerek történetén és vívódásán keresztül közelít az átlényegülés misztériumához. Babits Mihály Eucharistia című versében hitvalló erővel mondja: „Az Úr nem ment el, itt maradt. / Őbelőle táplálkozunk. / Óh különös, szent, nagy titok! / Az Istent esszük…”[42] Philip K. Dick amerikai sci-fi-író is többször foglalkozott az eucharisztia témájával. Különös megközelítéséről tesz tanúbizonyságot A Rautavaara-eset című novellája is.
- A filmművészetben is megjelenik az eucharisztikus téma. Erre ismert példa (ha csupán címében is) Ingmar Bergman Úrvacsora című filmje.

### Nyelvi adatok
- Útmutató egyházi kifejezések helyesírásához, Budapest, Szent István Társulat, 2006, ISBN 963-361-513-5
- Varga Zsigmond J. (szerk.): Görög–magyar szótár az Újszövetség irataihoz, Budapest, Magyar Bibliatanács, 1992, ISBN 963-300-413-6

### Teológiai alapok
- A Heidelbergi Káté, Budapest, A Magyarországi Református Egyház Zsinati Irodájának Sajtóosztálya, 1992, ISBN 963-300-498-5
- Boulad, Henri: A misztikus test, Budapest, Ecclesia, 1994, ISBN 963-363-174-2
- Denzinger, Heinrich – Schönmetzer, Adolf (ed.): Enchiridion symbolorum, definitionum et declarationum de rebus fidei et morum, Freiburg, Heider, 1976 36. kiadás, ISBN 84-254-0865-2 (a jegyzetekben: DS)
- Előd István: Katolikus dogmatika, Budapest, Szent István Társulat, 1983 (letölthető)
- Thomas Hopko: A szentségek – A Szent Eucharisztia Archiválva 2006. december 11-i dátummal a Wayback Machine-ben (a Magyar Ortodox Egyházmegye honlapján)
- Leuenbergi Konkordia
- Sacrosanctum Concilium – a II. vatikáni zsinat konstitúciója a szent liturgiáról (a jegyzetekben: SC)
- Vanyó László: Az Eucharisztia az egyházatyák teológiájában Archiválva 2007. szeptember 27-i dátummal a Wayback Machine-ben

### Egyéb
- Sammaciccia, Bruno: A lancianói Oltáriszentség-csoda, Budapest, Ecclesia, 1991, ISBN 963-363-998-0
- A 34. Eucharisztikus Világkongresszus Budapesten
- A bor mint szimbólum
- Encyklopedia (Britannica) Hungarica 2005/DVD-verzió (kit36a)